# Атис-Монс
Атис-Монс (фр. Athis-Mons) — коммуна и город в северной Франции, на территории округа Палезо департамента Эссон региона Иль-де-Франс, в непосредственной близости от французской столицы. Административный центр одноимённого кантона.

## География
Атис-Монс расположен в 15 километрах южнее центральной части Парижа, в плотно заселённой части Франции. На его территории река Орж впадает в Сену. Топографически делится на примерно равные три части — низменную «Долину Сены» (32-35 м над уровнем моря), средней высоты «Склоны» (от 35 до 80 м) и «Плато» (от 80 до 92 м). Городская часть делится на 5 районов (quartiers).

## История
Город Атис-Монс был образован из слияния 6 августа 1817 года двух соседних общин — Атис и Монс. Атис впервые упоминается в хрониках во второй половине IX века, во время нашествий норманнов (латинская Attégia). Селение Монс появляется в письменных источниках в Х столетии. Здесь королём Гуго Капетом и его сыном Робертом II передаются земли и виноградники во владение находящемуся в Париже монастырю Сен-Маглуар. В 1140 году в Атисе возводится церковь Сен-Дени, от которой до наших дней сохранилась колокольня.
23 июня 1305 года в Атисе между французским королём Филиппом IV Красивым и фландрским графом Робертом III заключается т. н. Атисский мир, завершивший войну между Фландрией и Францией. Согласно условиям этого договора, Фландрия должна была выплатить Франции значительные репарации, но была признана независимость графства. В качестве залога французский король получил города Лилль, Дуэ и Бетюн, а также замки Кассель и Куртре.
Район Атис-Монс оставался длительное время сельскохозяйственным, однако близость к французской столице сделала его привлекательным местом жительства или отдыха для придворной аристократии, деятелей искусств и науки, военных. Среди них — один из основателей французской Академии Валентин Конрар, первый французский профессор в области экспериментальной физики Жан-Антуан Нолле, барон Жан-Николя Корвизар, личный врач Наполеона. Нынешнее здание мэрии ранее принадлежало барону Курселю, бывшему послом Франции в Берлине. Здесь барон принимал канцлера Германии Бисмарка.

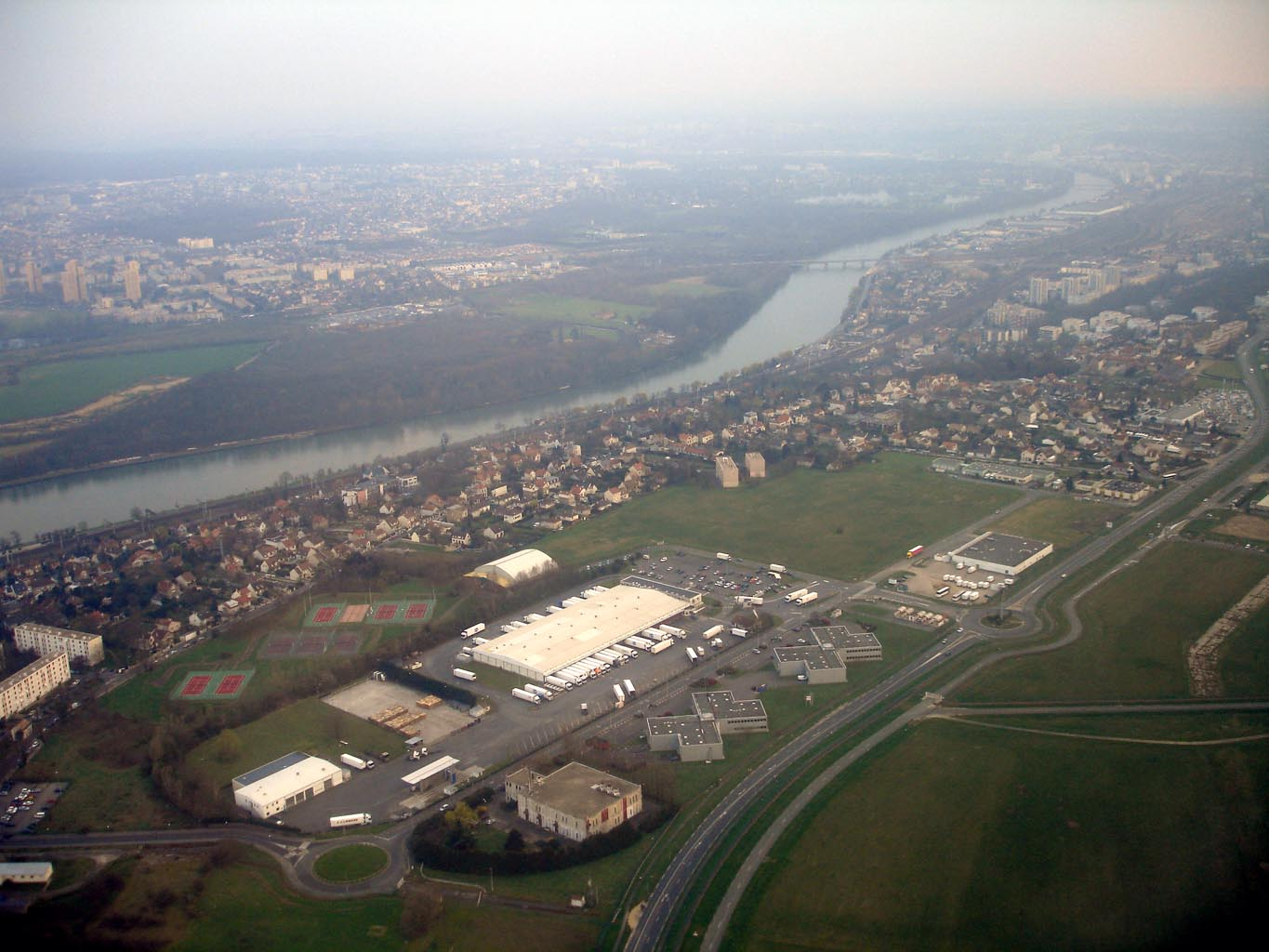
Вид с севера

В 1841 году начинается строительство железных дорог из Парижа на юг, через долину Сены и Орлеан и через Лион на Марсель. В 1864 году здесь строится вокзал для грузовых поездов, в 1884 — для пассажирских. В 1891 году в Атисе возводится квартал для жительства переезжающих сюда из Парижа (le cottage). В результате население Атис-Монса быстро растёт: в 1898 году в городке насчитывалось 1600 жителей, в 1939 году — уже более 10 тысяч.
18 апреля 1944 года, во время Второй мировой войны, соседние города Атис-Сонс и Жювизи-сюр-Орж подверглись массированной бомбардировке со стороны англо-американской авиации. В результате целые кварталы были полностью разрушены — в одном только Атис-Монсе пострадали около 800 зданий. 355 гражданских лиц в обеих городах погибли. Восстановление проходило в 1958—1962 годы. Было построено 1450 домов, в которые въехали в основном французские переселенцы из получившего независимость Алжира.

### Архитектурные достопримечательности
- Церковь Сен-Дени, XII столетие (входит в число охраняемых памятников исторического и культурного наследия)
- Церковь Нотр-Дам-де-Вуа
- Церковь Сен-Женевьев
- Синагога Бет-Габриэл
- Замок Атис, XVII столетие (Château d’Athis)

На северо-западе коммуны к ней прилегает территория аэропорта Париж-Орли. Здесь выставлен для обозрения и посещения дважды в неделю один из самолётов серии Конкорд.

## Города-побратимы
- Ротенбург-об-дер-Таубер, Германия, с 1976
- Сора, Италия, с 1992
- Синая, Румыния, с 1994
- Баллина, Ирландия, с 1993
- Филинг, Нигер, с 1997

## Дополнения
- Веб-сайт Атис-Монса (на французском языке)